# 馬丁·舒爾茨
馬丁·舒爾茨（德語：Martin Schulz；1955年12月20日—）德國政治人物，曾任歐洲議會議長。

## 生平
舒爾茨是德國社會民主黨的成員。
自1994年擔任歐洲議會議員，2012年當選為歐洲議會議長。他是2004至2012年歐洲議會社會民主進步同盟（Progressive Alliance of Socialists and Democrats）的領袖。2014年7月1日，再次当选为欧洲议会议长。他是堅定支持歐盟的政治人物。
2016年11月，舒爾茲宣布將不尋求第三個歐洲議會議長的任期，且將代表德国社会民主党（SPD）出馬角逐德国总理一職；其歐洲議會議長職位於2017年1月17日交由安东尼奥·塔亚尼接任。2017年1月，黨主席西格玛尔·加布里尔退出總理競選，轉任外交部長並辭去黨主席，並轉向支持舒爾茲作為社會民主黨主席及總理候選人。
德国社会民主党（社民党）代表大会7日至9日在柏林举行。社民党主席舒尔茨在党代会上提出要在2025年前制订共同的欧洲宪法性文件，并据此成立“欧罗巴合众国”。他说，这一宪法性文件将交由欧盟成员国批准，任何不批准的成员国将自动离开欧盟。分析人士认为，舒尔茨发出这一惊人之语，目的是想向选民解释自己对待联合组阁的态度为何突然转变，同时也表明社民党的政纲有别于默克尔领导的联盟党，凸显社民党长期以来被遮蔽的形象。但这样的“政治大话”实现的可能性极为渺茫。舒尔茨表示，“欧洲是我们的生存保障”，组建“欧罗巴合众国”是欧洲在竞争中唯一能够同地球上其他地区相抗衡的机会。他说，如果不对欧盟进行切实和具体的强化，那么极端民族主义就会占上风。他同时表示，一个联邦制的“欧罗巴合众国”不是对当前民族国家的威胁，而是补充。据报道，社民党最早于1925年提出仿照美国模式在欧洲成立统一国家，但是舒尔茨的表态是该党首次对这一目标提出具体时间安排，意在该党首次提出这一目标100年时将其实现。　　